# Pagenstecher (Familie)

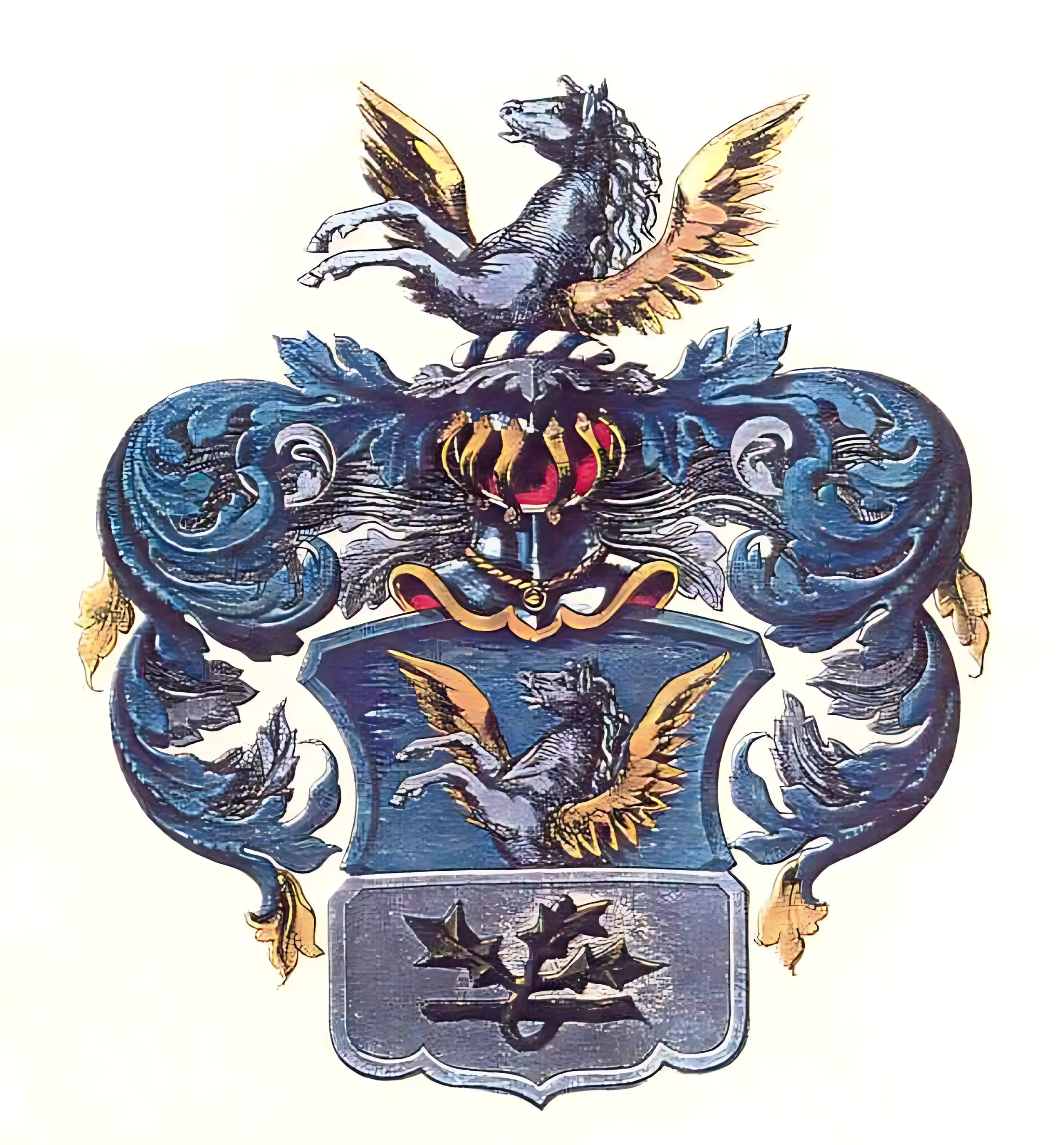
Wappen der Pagenstecher

Pagenstecher ist der Name einer aus Westfalen stammenden Juristen- und Gelehrtenfamilie.

## Geschichte
Die Familie stammt aus Warendorf in Westfalen, wo sie urkundlich im Jahr 1415 mit Cordt Pagensteker erstmals auftritt. Der in älteren Familienüberlieferungen als Stammvater genannte Joachim Pagensteker, der um 1360 in Warendorf gelebt haben soll, ist nach neuerer Quellenlage nicht nachweisbar.
Die ununterbrochene Stammreihe beginnt 1457 mit Cort Pagensteker, 1480 Gildemeister der Wandmacher („Wand“ steht hier für „Gewand“; gemeint ist also die Gilde der Tuchschneider und -händler) in Warendorf. Das Geschäft mit der Bearbeitung und dem Handel von Tuchen war so einträglich, dass es in der zweiten Hälfte des 15. Jahrhunderts den Aufstieg der Familie in das regierende Bürgertum der Stadt und den Zugang zu höherer Bildung ermöglichte: Henrich Pagensteker wird 1476 als Student in Erfurt erwähnt. Der Sohn des Gildemeisters, Cort Pagenstecher, Wullner und Kaufmann, wurde in den Jahren 1507 bis 1521 mehrfach Ratsherr in Warendorf.
Mit seinen Söhnen Carsten († 1574) und Everwin († 1573) teilt sich die Familie in die heute noch bestehende Ältere und Jüngere Linie.

### Ältere Linie

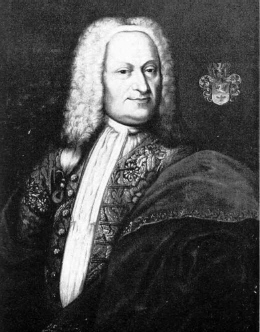
E. A. O. C. Pagenstecher, Jurist, Rektor der Hohen Schule Herborn

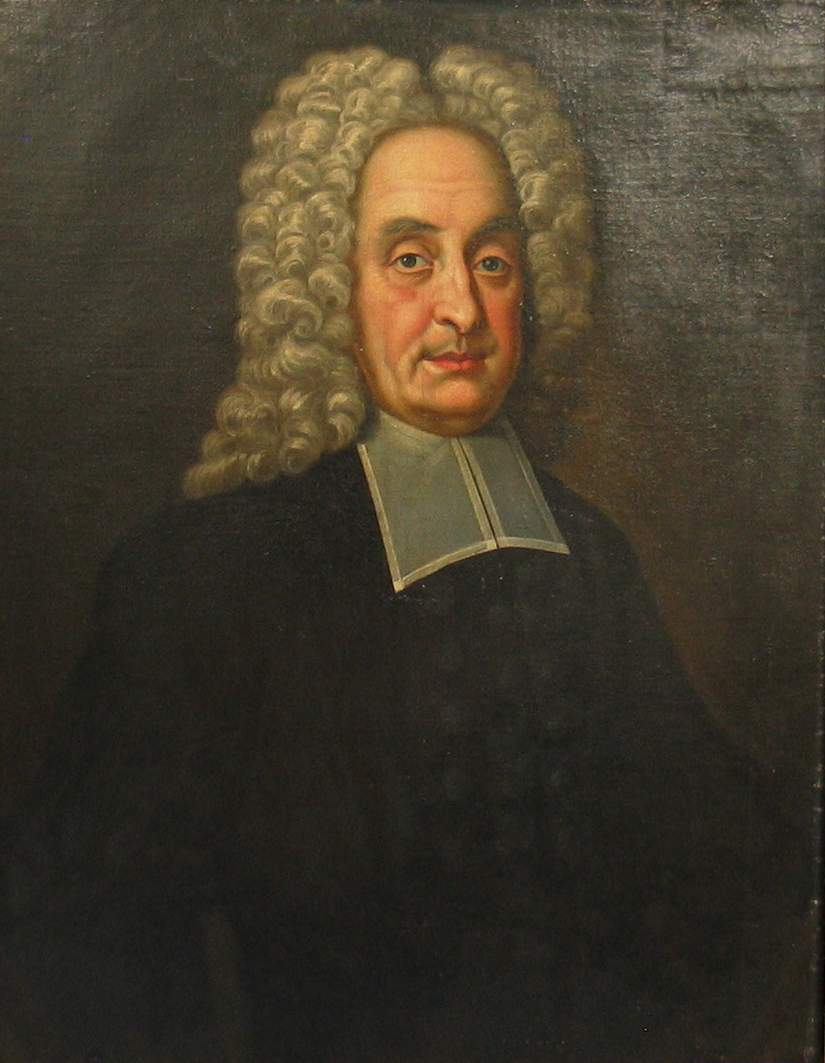
Johann Pagenstecher, 1689–1703 Bürgermeister von Osnabrück

Mit Johann Pagenstecher (1575–1650), Enkel des Carsten, der um 1595 das reformiert-calvinistische Glaubensbekenntnis annahm, gelangte diese Linie 1602 in den Dienst der Grafen von Bentheim nach Burgsteinfurt. An der dortigen Hohen Schule sowie an verschiedenen, gleichfalls calvinistisch orientierten Universitäten in den Niederlanden begründeten er und zahlreiche seiner Nachkommen in den nächsten 120 Jahren den Ruf und das Ansehen der Juristen- und Gelehrtenfamilie Pagenstecher. Aufgrund der konfessionell-dynastischen Verbindungen der nassau-oranischen Niederlande in das nassauische Stammland erhielt der in Groningen geborene Urenkel des Johann Pagenstecher, Ernst Alexander Otto Cornelius Pagenstecher (1697–1752), 1722 den Ruf an die Hohe Schule Herborn. Aus seiner Nachkommenschaft gingen im 19. Jahrhundert bis zum Beginn des 20. Jahrhunderts zahlreiche Mediziner hervor, von denen die Brüder Alexander Pagenstecher (1828–1878) und Hermann Pagenstecher (1844–1932) aus dem Wiesbadener Ast durch die Gründung der Armen-Augenheilanstalt und Behandlungserfolge in der Augenheilkunde einen internationalen Ruf erwarben. Hermann besuchte als Augenarzt unter anderem die englische Königin Victoria, die am 7. Mai 1899 in Windsor Castle in ihr Tagebuch schrieb:
„Professor Pagenstecher, der berühmte deutsche Occulist, wohnt in der Cumberland Lodge. Er sagte, er fand meine Augen nicht schlechter, sondern im Gegenteil besser als zuletzt, was eine große Ermunterung ist.“
Alexander und Hermanns Vetter Arnold Pagenstecher (1837–1913) war ein angesehener Ohrenarzt, Entomologe und Ehrenbürger der Stadt Wiesbaden. Aus dem Elberfelder Ast stammen weitere Persönlichkeiten, wie der Abgeordnete der Frankfurter Nationalversammlung, Heinrich Carl Alexander Pagenstecher (1799–1869), der Zoologe Heinrich Alexander Pagenstecher (1825–1889), der Archäologe Rudolf Pagenstecher (1879–1921) und der Heraldiker Wolfgang Pagenstecher (1880–1953).

### Jüngere Linie
Die jüngere Linie der Familie Pagenstecher ist seit 1585 in Osnabrück nachweisbar. Dort gelang der Aufstieg in hohe Ämter, wie bei Johann Pagenstecher (1628–1719), langjähriger zweiter Bürgermeister, und Albrecht Pagenstecher (1800–1863), Stadtrichter und Syndikus. In der zweiten Hälfte des 18. Jahrhunderts befand sich das Amt des königlich-britannisch und Braunschweig-lüneburgischen Oberpostmeisters in der Familie (Gabriel Pagenstecher (1708–1786) und Heinrich Pagenstecher (1765–1804)). Aus diesem Postmeister-Zweig gingen auch Rudolf Pagenstecher (1802–1889), seinerzeit der „einzige bürgerliche Generalleutnant Preußens“, sowie dessen Söhne Rudolf (1838–1903) und Adolf (1846–1900), beide preußische Generalmajore, hervor. Der Kaufmann Albrecht Pagenstecher (1839–1926) ging 1859 in die Vereinigten Staaten von Amerika (New York) und führte dort das Holzschliffverfahren ein. Er gilt als einer der Pioniere der nordamerikanischen Papierindustrie. Aus anderen Zweigen der Jüngeren Linie stammten der Parapsychologe Gustav Pagenstecher (1855–1942) sowie der Schweizer Pharmazeut Johann Pagenstecher (1783–1856), der um 1828 das Salicylaldehyd aus dem Mädesüß isolierte.
Die Angehörigen der Familie Pagenstecher leben heute in Deutschland, den Vereinigten Staaten von Amerika und Australien. Sie gehören, soweit in Deutschland lebend, überwiegend dem evangelisch-reformierten Bekenntnis an; die heute lebenden Namensträger des Wiesbadener Zweiges sind römisch-katholisch.

## Familienarchiv
Das Gesamtarchiv der Familie Pagenstecher befindet sich seit 1974 im Kreisarchiv Warendorf. Es ist vollständig erschlossen und für eine Benutzung zugänglich und enthält neben einer Vielzahl von Nachlässen von Familienangehörigen auch die jährlich erscheinenden Familien-Mitteilungen.

## Bedeutung des Namens
Der Name stammt aus dem Mittelniederdeutschen und ist zusammengesetzt aus „Pag(h)e“ für Pferd, und dem Wort „ste(c)ker“, das sich vom Verb „stechen“ beziehungsweise „stecken“ ableitet. Die einschlägigen etymologischen Namenbücher verweisen auf eine oder mehrere der nachfolgenden Deutungen, wonach es sich um eine Bezeichnung für jemanden handelt, der:
- an einer Pferdekoppel (Pagenstecke, Pagenstake, Pagenstege) arbeitet, lebt, oder Besitzer einer solchen ist (Herkunftsname)
- lästig wie eine Hornisse (Pagensteker) ist (Spottname)
- Pferde schlachtet oder kastriert (Berufsname)

Keines der Namenbücher nennt für die oben genannten Deutungen des Namens eine Quelle, die zum Entstehungsort und Zeitraum passt, in dem dieser Familienname geformt und angenommen wurde (Westfalen im 14.–15. Jahrhundert). Die Bezeichnung für einen Fohlenbeschneider scheint zudem erst seit dem 20. Jahrhundert bezeugt zu sein. Die recht unterschiedlichen Interpretationen legen außerdem nahe, dass es sich bei den oben genannten Deutungen um Analogieschlüsse aufgrund anderer, ähnlich zusammengesetzter Namen handelt, deren zeitgenössische Bedeutung besser belegt ist. Dagegen findet sich im 14. Jahrhundert, unweit von Warendorf bei Münster, ein Grundstück mit dem Namen „Pagenstege“. Dies stützt die Annahme, dass es sich ursprünglich um einen Herkunftsnamen handelt.
In Lüneburg wird im 13. und 14. Jahrhundert ein ähnlicher Name genannt: „Peckestoc“ auch „Paghenstoke“, ohne dass sich bislang ein genealogischer Zusammenhang mit der hier beschriebenen Familie herstellen lässt.

## Wappen
Blasonierung: „Von blau über Silber geteilt, oben ein wachsender, steigender, goldgeflügelter, silberner Pegasus, unten ein grüner dreiblättriger Stechpalmenzweig. Auf dem blauen Bügelhelm mit blau-silbernem Wulst und gleicher Decke, der wachsende Pegasus.“ 
Das Wappen erscheint in oben genannten Form erstmals im Siegel des gräflich bentheimischen Kanzlers, Dr. jur. Johann Pagenstecher (1575–1650), auf einer Urkunde vom 25. Juni 1631.

## Straßen, Wege und öffentliche Einrichtungen
Nach dem Geschlecht beziehungsweise Mitgliedern des Geschlechts wurden in Deutschland insgesamt 7 Straßen und Wege benannt, nämlich in Osnabrück, Wallenhorst, Wiesbaden, Wuppertal, Warendorf, Hennef (Sieg) und Steinfurt.
In den Vereinigten Staaten gibt es darüber hinaus ein Pagenstecher-Pulp-Museum in Lake Luzerne, NY, das an den Begründer der kommerziellen Papierherstellung in Amerika mittels des Holzschliffverfahrens, Albrecht Pagenstecher, erinnert. Ebenfalls im Bundesstaat New York befindet sich ein Pagenstecher-Park in Cornwall-on-Hudson der 1937 von Bertha Pagenstecher, einer Tochter von Albrecht Pagenstecher, im Andenken an ihre Eltern gestiftet wurde.

## Persönlichkeiten
Ältere Linie:
- Johann Pagenstecher (1575–1650), Jurist, Professor an der Hohen Schule in Steinfurt[4]
- Werner Pagenstecher (1609–1668), Jurist und Professor in Steinfurt
- Andreas Christian Pagenstecher  (1612–1677), hessischer Kriegsrat
- Arnold Gisbert Pagenstecher (1615–1688), Jurist, Rat und Hofrichter des Grafen von Bentheim
- Alexander Arnold Pagenstecher (1659–1716), Jurist, Professor an den Universitäten Duisburg und Groningen
- Werner Justin Pagenstecher (1671–1742), Jurist
- Johann Friedrich Wilhelm Pagenstecher (1686–1746), Jurist, Professor an den Universitäten Marburg und Harderwijk[5]
- Heinrich Theodor Pagenstecher (1696–1752), deutscher Jurist
- Ernst Alexander Otto Cornelius Pagenstecher (1697–1753), Nassau-Oranischer Rat und Rektor der Hohen Schule Herborn
- Ernst Cornelius Pagenstecher (1738−≤1812), nassauischer Amtmann
- Hermann Jacob Pagenstecher (1765–1836), nassauischer Amtmann

Wiesbadener Ast:
- Friedrich Pagenstecher (1793–1865), Hessisch Nassauischer Oberforstrat in Wiesbaden.
- Alexander Pagenstecher (1828–1879), Gründer und Direktor der Augenheilanstalt 1856–1879 in Wiesbaden.
- Hermann Pagenstecher (1844–1932), Direktor der Augenheilanstalt 1880–1909 in Wiesbaden.
- Max Pagenstecher (1874–1957), Jurist in Frankfurt und Hamburg.
- Arnold Pagenstecher (1837–1913), Ohrenarzt und Entomologe in Wiesbaden.
- Ernst Pagenstecher (1913–1984), Ministerialdirigent, Agronom und Interpret des Buddhismus.

Elberfelder Ast:
- Heinrich Carl Alexander Pagenstecher (1799–1869), Arzt und Abgeordneter des Frankfurter Parlaments 1848.
- Heinrich Alexander Pagenstecher (1825–1889), Zoologe, Gründer und erster Direktor des Naturhistorischen Museums in Hamburg.
- Ernst Adolf Pagenstecher (1826–1901), Rechtswissenschaftler.
- Alexander Pagenstecher (1862–1928), Landwirt und Politiker.
- Wolfgang Pagenstecher (1880–1953), Kunstmaler und Heraldiker in Düsseldorf.
- Rudolf Pagenstecher (1879–1921), Klassischer Archäologe in Heidelberg.

Jüngere Linie:
- Johann Pagenstecher (1783–1856), Pharmazeut und Apotheker, isolierte um 1828 das Salicylaldehyd aus dem Mädesüß, Bern.
- Albrecht Pagenstecher (1800–1863), Syndikus und Verwaltungsbürgermeister in Osnabrück.
- Rudolf Pagenstecher (1802–1889), preußischer Generalleutnant
- Adolf Pagenstecher, (1846–1900), preußischer Generalmajor
- Albrecht Pagenstecher (1839–1926), Kaufmann, führte 1867 das Holzschliffverfahren in den Vereinigten Staaten in Cornwall on Hudson, New York, ein.
- Ludovic Pagenstecher (1849–1930), Großkaufmann, Belgischer Konsul, Haiti, seit 1891 in Hamburg.
- Gustav Pagenstecher (1855–1942), Parapsychologe, entwickelte die Imprägnationstheorie, Mexiko-Stadt.